# Akçaavlu, Soma
Akçaavlu là một xã thuộc huyện Soma, tỉnh Manisa, Thổ Nhĩ Kỳ. Dân số thời điểm năm 2011 là 367 người.